# 2014 YX49
2014 YX49 — астероид, кентавр, коорбитальный спутник Урана, впервые наблюдавшийся 26 декабря 2014 года в рамках обзора Pan-STARRS. Второй из известных кентавров на подковообразной орбите относительно Урана, четвёртый открытый коорбитальный спутник Урана наряду с объектами (83982) Крантор, 2011 QF99 и (472651) 2015 DB216.
Астероид 2014 YX49 является временным троянским астероидом Урана (точка L4), наряду с открытым ранее 2011 QF99, для которого подтверждён захват в текущее состояние резонанса. Вероятно, астероид останется троянцем Урана в течение 60000 лет, но возможно и сохранение типа орбиты в течение ещё 80000 лет. Численное интегрирование показывает, что 2014 YX49 может сохранять свойство коорбитальности в течение приблизительно миллиона лет.
Помимо того, что 2014 YX49 является троянским астероидом Урана, он также находится в резонансе 7:20 с Сатурном. Таким образом, этот астероид находится в тройном резонансе. Второй известный троянский астероид Урана, 2011 QF99, также находится в этой резонансной конфигурации.